# Ocypode ceratophthalmus

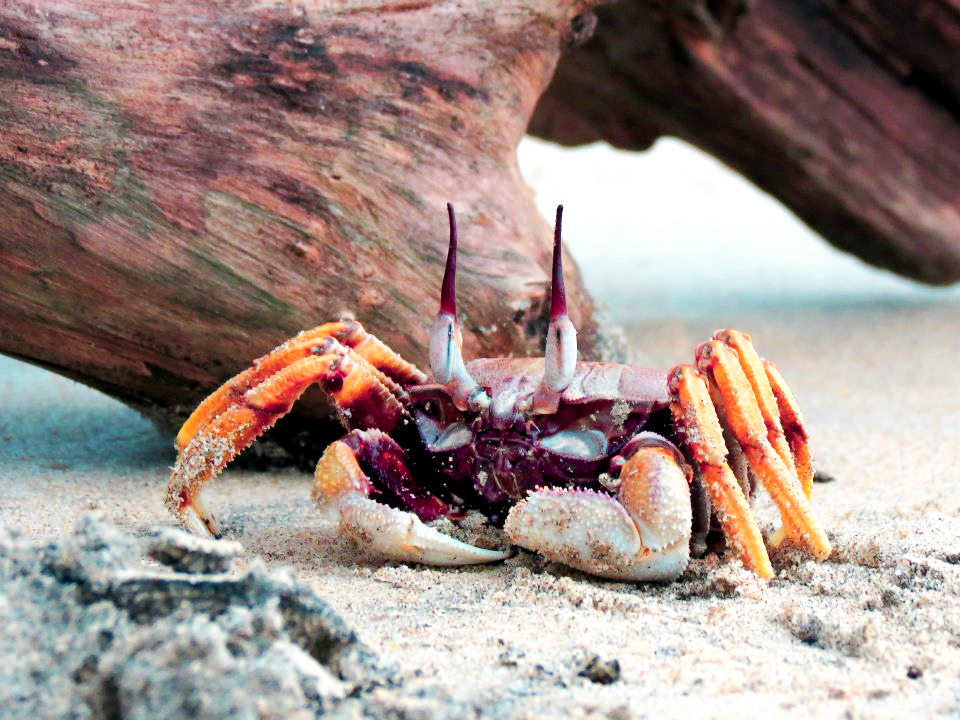
Ejemplar adulto.

El cangrejo fantasma cornudo (Ocypode ceratophthalmus) es una especie de cangrejo fantasma de la familia Ocypodidae.
Se ubican en la región del Indo-Pacífico (excepto el Mar Rojo); desde la costa de África Oriental a Filipinas y desde Japón hasta la Gran Barrera de Coral.
Poseen pedúnculos oculares que se extienden hacia arriba, parecidos a unos cuernos. Los ojos "con cuernos" de O. ceratophthalmus no son exclusivos de la especie, y no deben confundirse con otros cangrejos fantasmas que también exhiben "cuernos" en el extremo de sus pedúnculos oculares, como O. cursor, O. gaudichaudii, O. macrocera, O. mortoni, O. rotundata y O. saratan.